# La magia existe
La Magia Existe es un álbum con un enfoque más acústico que “Pueblo” su disco anterior , está pensando más para el acto en vivo. También, tiene mucha diversidad en sonidos y estilos, “María Dolores”, “Casa de Arena” y “Avenida” tienen el sonido del Post-Rock, mientras que “Cuando Ríes”, “Chispas en el Aire” y “Hermanos” son canciones Electrónicas Latin/Dance e IDM. “Y María Paula Nació…” y “Pajaritos” son canciones experimentales con elementos Ambient y Minimal. Vibráfono, cuarteto de cuerdas, clarinetes, percusión folclórica, acordeón, guitarra, batería y voz, son algunos de los sonidos que se encuentran en este álbum, además de que, aún en este disco, la banda conserva la experimentación con cantos indígenas colombianos. 
Es un álbum con un lenguaje muy diverso y muy equilibrado que renueva el sonido de la banda.

## Lista de canciones
1. "La magia existe" (Manuel Díaz)– 5:23
2. "Casi tanto como tu abrazo" (Álvaro Buendía)– 4:17
3. "Cuando ríes" (Manuel Díaz)– 3:50
4. "El hombre y el ganzo" (Álvaro Buendía)– 2:31
5. "Chispas en el aire" (Manuel Díaz)– 4:42
6. "La 2" (Andrés Velásquez)– 3:58
7. "Pajaritos" (Manuel Díaz)– 3:22
8. "Y Maria Paula nació..." (Manuel Díaz)– 2:45
9. "Casa de arena" (Manuel Díaz)– 4:22
10. "Avenida" (Manuel Díaz)– 4:27
11. "De donde ha venido" (Manuel Díaz)– 4:17
12. "¿Por qué no?" (Álvaro Buendía)– 5:16
13. "Te kelo" (Manuel Díaz)– 1:43
14. "Hermanos" (Manuel Díaz)– 4:11
15. "Flor" (Manuel Díaz)– 5:15
16. "María Dolores" (Manuel Díaz)– 10:32

## Créditos
Ingenieros de Grabación: Juan Carlos Alemán y Javier Luna. Excepto la batería de “El hombre y el ganso”, "Casa de arena" y "María Dolores", grabada por Rafael García en Groove Studios, Bogotá, Colombia.
Mezclado por Brock Babcock en 101 Mastering, Los Ángeles, California, U.S.A.“El Hombre y el Ganso”, “Avenida” y “¿Por qué no?” mezcladas por Harbey Marín en Groove Studios, Bogotá, Colombia. "¿De dónde ha venido?" y "Hermanos" mezcladas por Manuel Díaz (molo).
Masterizado por Les Camacho 
Arte y Diseño Gráfico por Alex Sommers. Ilustraciones por Alex Sommers y Sahra Brady.

## Participación e invitados
02…casi tanto como tu abrazo
“Un hombre del pueblo de Neguá, en la costa de Colombia, pudo subir al alto cielo. A la vuelta contó….”

Texto: Eduardo Galeano.  “El Mundo”, El Libro de Los Abrazos.

“Y estaba tan guapa con mi collar de puntos...”

Voz y texto: Noelia Tobalo.

04- El hombre y el ganso
Voz: Cristina Moreno. 
07- Pajaritos
Violines: Daniel Pérez.

Violonchelos: Osiris Lobo.

Trompetas: Carlos Tabares.

Corno: Miguel Avendaño.

Trombón: Luis Ariel Salcedo.

Tuba: Richard Alonso.

08- Y María Paula nació…
Llanto: María Paula Díaz.
12- ¿por qué no?
Narración de Rafael Escalona en la charla realizada en la Universidad de Antioquia sobre su vida y su libro “La casa en el aire” en 1997.

Canto "Kai Konai Sa Buma" por Ritalina Siágama. Cantos Ebera-Chami. Fondo de Investigación de Músicas Regionales-Universidad de Antioquia.

Llamador, alegre, maracón y bombo chocoano: Daniel Restrepo.

Clarinetes: Marco Fajardo.

13- Te kelo  
Voz y risas: María José Serrano.
15- Flor
Violines: Daniel Pérez.

Violonchelos: Osiris Lobo.

Canto: “Chi Saupa Pono” por Escolástica Yagari. Cantos Ebera-Chami.

Fondo de Investigación de Músicas Regionales Universidad de Antioquia.

16- María Dolores
Voz: Lola Algarrada